# 大寨镇 (滑县)
大寨镇，是中华人民共和国河南省安阳市滑县下辖的一个镇。邮政编码是456467 。位于滑县东部，北接赵营乡，南接桑村乡和老爷庙乡，西接八里营乡，东接濮阳市濮阳县。距县政府所在地道口镇约36 公里。乡政府驻大寨村。主要交通线路有S222省道，距大广高速出入口约15 公里，距G106国道约19 公里。辖区内全是平原，以农业为主，主要农产品有小麦、玉米、花生、棉花、苹果等。特产有大寨烧饼。其中大寨村主要街道于2006 年开始规划，工商业处于发展阶段。主要教育机构有初级中学大寨一中、汴村二中、冯营三中；小学大寨实验小学等。主要医疗机构是大寨中心卫生院。
2024年，河南省人民政府批准大寨乡撤乡设镇。

## 行政区划
大寨镇下辖以下地区：
沙窝营村、大正村、韩亮村、东冯营村、西冯营村、联合村、北延屯村、延屯村、大寨村、朱家村、蒲林村、李孤屋村、孟孤屋村、崔孤屋村、辉庄村、丁家村、杜家村、肖家村、东梁家村、西梁家村、冯家村、张家村、卢家村、常营村、小田村、前草坡村、后草坡村、朱草坡村、娄草坡村、段寨村、董寨村、潘家村、郭庄村、汴村、东刘庄村、西刘庄村、袁寨村、岗小田村、李家前街村、李家中街村、李家后街村、山木村、王庄村和张寨村。